# Caliscelis swazi
Caliscelis swazi är en insektsart som beskrevs av Vladimir M. Gnezdilov och Thierry Bourgoin 2009. Caliscelis swazi ingår i släktet Caliscelis och familjen Caliscelidae. Inga underarter finns listade i Catalogue of Life.